# Townsendiella californica
Townsendiella californica är en biart som beskrevs av Michener 1936. Townsendiella californica ingår i släktet Townsendiella och familjen långtungebin. Inga underarter finns listade i Catalogue of Life.